# Breznianska skalka
Breznianska skalka je přírodní rezervace v oblasti NAPANT.
Nachází se v katastrálním území města Brezno v okrese Brezno v Banskobystrickém kraji. Území bylo vyhlášeno či novelizováno v roce 1981 na rozloze 11,8500 ha. Ochranné pásmo nebylo stanoveno.